# Эффект прожектора
Эффе́кт проже́ктора — когнитивное искажение, психологический эффект, заключающийся в тенденции к переоценке того, насколько действия человека и его внешний вид заметны для окружающих.
Смысл эффекта прожектора состоит в том, что заметность внешнего вида человека и его действий преувеличивается им самим, будто освещается прожектором. Иными словами, человек полагает, что на него всегда светит прожектор, всё время привлекая внимание людей.

## История изучения
Первым этот эффект заметил и стал изучать американский психолог и член Американской академии искусств и наук Томас Гилович (англ. Thomas Gilovich). Позже вместе с социальным психологом профессором Уильямс Колледжа (США) Кеннетом Савицки (англ. Kenneth Savitsky) они дали ему название «Эффект прожектора». Впервые эффект описан в журнале «Current Directions in Psychological Science» в 1999 году.
Томас Гилович занимался изучением этого эффекта на протяжении многих лет ещё до появления самого термина. Дэвид Кенни (англ. David Kenny) и Белла ДеПоло (англ. Bella DePaulo) проводили исследование, в ходе которого хотели выяснить, знают ли люди, какими их видят окружающие. Авторы предполагали, что они будут основываться на собственном самовосприятии. Результаты исследования показали, что мнение индивида о том, что о нём думают окружающие, отличается от того, что о нём на самом деле думают.

## Эмпирические исследования
В исследовании Томаса Гиловича, Виктории Медвек (англ. Victoria Medvec) и Томаса Крюгера (англ. Thomas Kruger) испытуемых просили целый день ходить в странной рубашке, а после этого оценить, какое количество людей заметили её. В результате оценки испытуемых оказались в два раза выше, чем фактическое количество.
Практическое следствие из этого состоит в том, что человек находится в центре внимания реже, чем он думает. С одной стороны, индивид, в отличие от ситуационных факторов, заметен для наблюдателей (в этом проявляется фундаментальная ошибка атрибуции), но с другой стороны, он не настолько сильно заметен, как ему кажется. Кеннет Савицки утверждает, что человек не может полностью избавиться от смущения, когда чувствует, что совершает ошибку. Но он может осознать, насколько он преувеличивает её влияние.
Томас Гилович, Виктория Медвек и Кеннет Савицки утверждают, что действия индивидов и их мнение о том, как их воспринимают окружающие, влияет на эффект прожектора. По мнению авторов, в ситуациях, в которых участвуют крупные группы (например, лекция или спортивное соревнование), внимание будет разделено между отдельным человеком и действиями группы. Невозможность разделения внимания приводит индивидов к тому, что они переоценивают негативную оценку со стороны своих сверстников.